# 達尼埃萊·帕代利
達尼埃萊·帕代利（義大利語：Daniele Padelli；1985年10月25日—）是一位意大利足球運動員，在場上的位置是守門員。他現在效力於意甲球隊烏迪內斯。他也代表意大利各級別足球隊參加過賽事。

## 外部連結
- 足球数据库：達尼埃萊·帕代利的球员统计数据
- FIGC （页面存档备份，存于） （義大利語）